# Jérôme Hubschwerlin
Jérôme Hubschwerlin (né le 13 février 1980) est un coureur cycliste français. Durant sa carrière, il est spécialiste des disciplines de vitesse sur piste. Après sa carrière de coureur, il devient ostéopathe.

## Palmarès

### Coupe du monde
- 2000
  - 1er de la vitesse par équipes à Ipoh (avec Arnaud Dublé et Mickaël Bourgain)

### Championnats du monde juniors
- La Havane 1998
  -  Médaillé de bronze du kilomètre juniors
  -  Médaillé de bronze de la vitesse juniors

### Championnats d'Europe
- Brno 2001 (espoirs)
  -  Médaillé d'argent du kilomètre espoirs

### Championnats nationaux
- 2001
  -  Champion de France de vitesse espoirs
  -  2e du kilomètre espoirs